# Лерой, Катрин
Катрин Лерой (фр. Catherine Leroy; 27 августа 1944, Париж, Франция — 8 июля 2006, Санта-Моника, США) — американская военная журналистка французского происхождения. Получила мировую известность своими фотографиями во время войны во Вьетнаме.

## Вьетнам
Как вспоминала Лерой, с раннего детства она интересовалась фотографией. «Фотожурналисты были моими героями. Когда я ещё девочкой смотрела „Пари Матч“, для меня это было необыкновенным окном в мир». Её энтузиазм и склонность к приключениям привели к тому, что в феврале 1966 года Лерой, до этого не выезжавшая за пределы Франции, прибыла в Южный Вьетнам, где в это время шла ожесточённая война с участием США. У неё был один фотоаппарат и менее 100 долларов наличными; она не имела ни профессиональной подготовки, ни репутации в мире военных журналистов. Однако в самолёте по пути во Вьетнам Лерой познакомилась с другом американского журналиста Чарльза Боннэя, и затем через Боннэя сумела получить аккредитацию в стране. Она встретилась с главой фоторедакции Ассошиэйтед Пресс в Сайгоне Хорстом Фаасом и солгала ему, что имеет опыт освещения военных конфликтов. Фаас принял её на работу.
Благодаря своей энергии и удаче, Катрин Лерой в следующие два года стала одним из самых известных фотокорреспондентов, работающих в Южном Вьетнаме. В феврале 1967 года она оказалась единственным журналистом, освещавшим первую и последнюю в этой войне высадку парашютного десанта в ходе операции «Junction City».
Совершив десантирование вместе с солдатами 173-й воздушно-десантной бригады, она стала первой журналисткой в истории войны, совершившей боевой парашютный прыжок. Весной того же года Лерой была одним из двух журналистов, прибывших на базу морской пехоты Кхесань, когда там неожиданно развернулись ожесточённые бои (Бои за высоты). Она фотографировала морских пехотинцев непосредственно в момент атаки и сделала прославившую её серию из трёх снимков, самый знаменитый из которых получил название «Страдание санитара». В этом эпизоде она сфотографировала санитара морской пехоты США (корпсмэна), проверяющего пульс и дыхание у смертельно раненого солдата непосредственно на поле боя. На последней фотографии санитар показан отчаянно оглядывающимся по сторонам, осознав, что его товарищ мёртв.
Вскоре после «боёв за высоты» Лерой участвовала в первой американской операции на территории демилитаризованной зоны между Северным и Южным Вьетнамом. В ходе этой операции она была ранена во время миномётного обстрела. В феврале 1968 года она оказалась в городе Хюэ, когда тот был захвачен северовьетнамскими войсками в ходе Тетского наступления. Ей помогло французское гражданство: северовьетнамцы позволили Лерой сделать серию уникальных снимков «с другой стороны фронта».

## После Вьетнама
В 1968 году Лерой покинула Вьетнам и отправилась в Нью-Йорк. Она испытывала сильные проявления посттравматического синдрома и на некоторое время прекратила снимать, однако затем продолжила карьеру военного журналиста. В 1975 году она вернулась во Вьетнам, чтобы снимать падение Сайгона. Потом Лерой работала в других «горячих точках» — Северной Ирландии, Ливане, Иране, Ираке, Сомали, Афганистане. На Кипре ей вновь повезло — она оказалась на острове в самый канун турецкого вторжения в 1974 году. Во время осады Бейрута в 1982 году она была похищена неизвестными боевиками, собиравшимися её расстрелять. Лерой чудом удалось сбежать от них. В 1968 году, сразу после прибытия в США, она получила от журнала «Лайф» задание отправиться в нью-йоркские трущобы Гарлема, чтобы заснять реакцию негритянского населения на убийство Мартина Лютера Кинга. В Гарлеме её окружила толпа, собиравшаяся забрать у неё фотоаппарат. Напряжение ситуации было развеяно возгласом: «Кэти, что ты тут делаешь?» В толпе оказался чернокожий ветеран Вьетнама, участвовавший в парашютном десанте во время «Junction City». Конфликт был немедленно улажен .
В 1972 году Катрин Лерой сняла документальный фильм «Операция "Последний патруль"» («Operation Last Patrol») об антивоенной акции американских ветеранов Вьетнама. Совместно с Тони Клифтоном была автором книги «Бог плакал» («God Cried») об осаде Бейрута. За свою работу была удостоена множества журналистских наград и стала первой женщиной, получившей Золотую медаль Роберта Капы (в 1976 году за освещение гражданской войны в Ливане).

## Смерть
Лерой умерла от рака лёгких в Санта-Монике, Калифорния, США, в возрасте 60 лет. За год до смерти она опубликовала книгу «Под огнём: Фотографии Вьетнамской войны» (Under Fire: Vietnam War Photographs), включавшую большое количество фотографий своих коллег, а также встретилась с бывшим санитаром, которого сама сфотографировала в 1967 году. Знавшие Катрин журналисты отмечали, что, несмотря на внешнюю хрупкость (её рост был чуть выше полутора метров), она имела выдающуюся храбрость и убеждённость в своём деле. Как сказал её друг и коллега Фред Ритчин, профессор нью-йоркского университета, «она принадлежала к поколению тех, кто был готов рискнуть жизнью ради своих убеждений».

## Награды
- Золотая медаль Роберта Капы 1976. За освещение боёв в Бейруте.